# Cal Talaveró
Cal Talaveró es una galería y museo de arte contemporáneo de Verdú, localidad situada a 4 km de Tárrega (Lérida). Ubicado en una casa del siglo XVII adosada a la muralla de la villa, está incluido en el Inventario del Patrimonio Arquitectónico de Cataluña. El nombre de Talaveró procede de la familia que construyó la casa, una antigua granja del Monasterio de Poblet. La casa posee ventanas y balcones en la muralla, siendo la única casa de la villa que disfruta de este privilegio. La parte noble de la vivienda es de estilo neoclásico, con una bella escalinata iluminada por un cimborrio con forma de hexágono. La planta baja era usada con fines ganaderos y agrícolas. El granero y el establo acogen en la actualidad las salas de exposiciones temporales.

## Museo
El museo expone una colección de obra gráfica original (grabados, litografías o serigrafías) de diferentes artistas que presentan su visión de la población, su historia, tradiciones o costumbres. El museo, a la par, promociona el arte y fomenta el coleccionismo.
En 2004 fue una de las 11 galerías de Arte Cataluña que participó en la exposición Fórum Universal de las Culturas. En su historia la galería ha acogido exposiciones de artistas como Josep Maria Subirachs, Rembrandt, Natxo Arteta, Núria Guinovart, Yolanda Martín y Juan Manuel Mendiguchía.

## Edificio
Casa que se encuentra al final del calle de la Fuente en una calleja sin salida. Su fachada se estructura en tres pisos de altura y en la planta baja se observa claramente que ha sufrido algunas reformas. En la planta baja hay dos puertas de perfil rectangular coronadas por dinteles de piedra lisas también de perfil rectangular. Una de estas puertas es de factura reciente. Al ángulo que une la casa con la contigua, hay una pequeña escala exterior que mujer acceso a una puerta lateral. En el primer piso se abren dos ventanas rectangulares coronadas por dinteles de piedra lisas rectangulares pero decoradas con unos sencillos arcos conopiales en su parte baja. En el piso superior se han abierto dos ventanas sencillas cubiertas por dinteles rectangulares de piedra. Cal Talaveró es una de las casas más antiguas de la población de Verdú, pero ha cambiado bastante su fisionomía para adaptarse a su funcionalidad de sala de exposiciones. Antiguamente esta casa era conocida por el nombre de Cal Perico. En el primer piso hay una gran sala, donde destacan las vigas y molduras del techo. Los dinteles de las ventanas y puertas llevan signos característicos del 1600, y en una de ellas consta la fecha de 1703.